# Andrew Hunter
Andrew Roy Philip Hunter (Halton, 25 de julio de 1986) es un deportista británico que compitió en natación, especialista en el estilo libre.
Ganó una medalla de plata en el Campeonato Mundial de Natación en Piscina Corta de 2008 y una medalla de plata en el Campeonato Europeo de Natación de 2006.
Participó en los Juegos Olímpicos de Pekín 2008, ocupando el sexto lugar en la prueba de 4 × 200 m libre.

## Palmarés internacional
| Campeonato Mundial en Piscina Corta | Campeonato Mundial en Piscina Corta | Campeonato Mundial en Piscina Corta | Campeonato Mundial en Piscina Corta |
| Año                                 | Lugar                               | Medalla                             | Prueba                              |
| ----------------------------------- | ----------------------------------- | ----------------------------------- | ----------------------------------- |
| 2008                                | Mánchester (Reino Unido)            | Medalla de plata                    | 4 × 200 m libre                     |
| Campeonato Europeo                  |                                     |                                     |                                     |
| Año                                 | Lugar                               | Medalla                             | Prueba                              |
| 2006                                | Budapest (Hungría)                  | Medalla de plata                    | 4 × 200 m libre                     |